# Pearl Tower
La Pearl Tower est un gratte-ciel situé à Panama City (Panama), construit en 2012.
Le bâtiment mesure 242 mètres pour 70 étages.